# Pau D'Arco do Piauí
Pau D'Arco do Piauí este un oraș în Piauí (PI), Brazilia.